# Rabbit Hole (film)
Pour les articles homonymes, voir Rabbit Hole.
Pour plus de détails, voir Fiche technique et Distribution.
Rabbit Hole ou Trou noir au Québec est un film américain réalisé par John Cameron Mitchell, sorti en 2010.
Il s'agit de l'adaptation de la pièce homonyme (en) de David Lindsay-Abaire (en), qui reçut le prix Pulitzer de l'œuvre théâtrale en 2007.

## Synopsis
À la suite du décès de leur fils dans un accident de la route, Howie et Becca tentent de surmonter leur douleur et de faire leur deuil. Howie tente de nouvelles expériences tandis que Becca préfère couper les ponts avec une famille trop envahissante. Contre toute attente, elle se rapproche du jeune homme responsable de la mort de leur enfant. Cette relation étrange va permettre à Becca d'être enfin en paix avec elle-même.

## Fiche technique
- Titre : Rabbit Hole
- Titre québécois : Trou noir
- Réalisation : John Cameron Mitchell
- Scénario : David Lindsay-Abaire (en), d'après sa propre pièce Rabbit Hole (en)
- Photographie : Frank G. DeMarco
- Montage : Joe Klotz
- Musique : Anton Sanko
- Production : Nicole Kidman
- Société de production : Olympus Pictures, Blossom Films (en), OddLot Entertainment (en)
- Distribution : Lionsgate
- Pays de production :  États-Unis
- Langue : Anglais
- Format : 35 mm
- Genre : Drame
- Durée : 91 minutes
- Budget : 5 100 000 USD
- Dates de sortie : 
  - États-Unis : 17 décembre 2010
  - France : 13 avril 2011
- Public : Accord parental

## Distribution

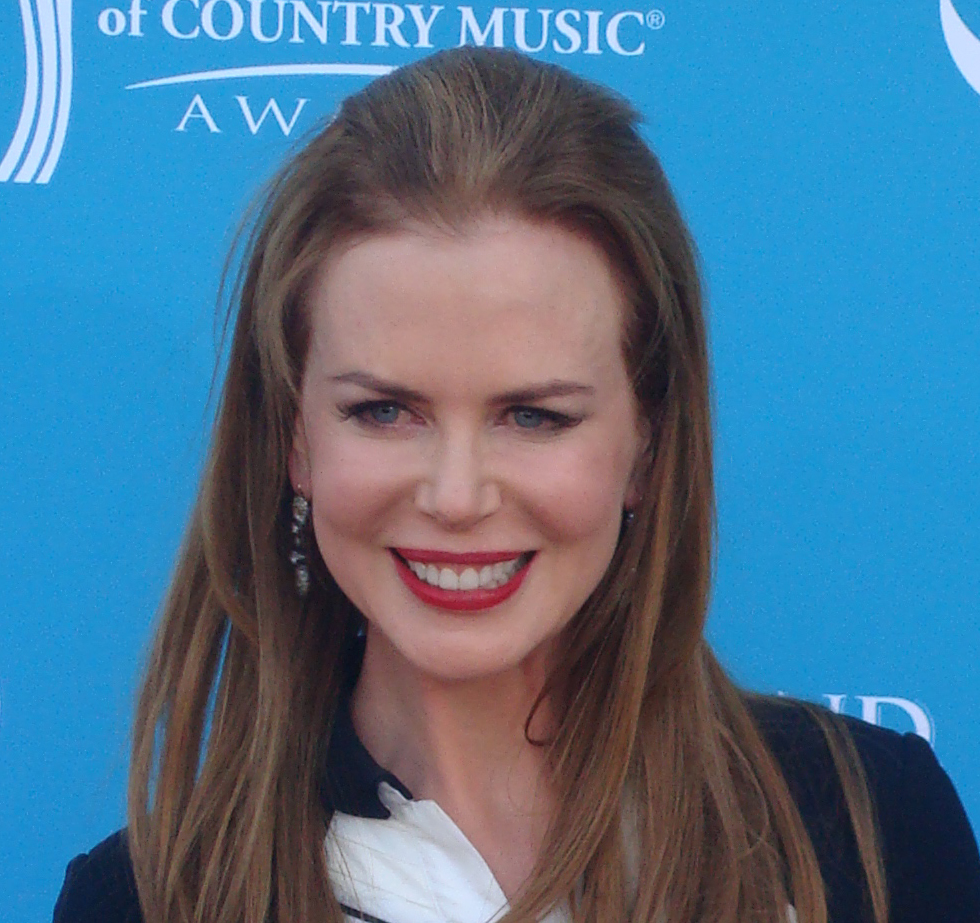
L'actrice principale Nicole Kidman, l'année de sortie du film.

- Nicole Kidman (VF : Delphine Moriau ; VQ : Anne Bédard) : Becca Corbett
- Aaron Eckhart (VF : Franck Dacquin ; VQ : Benoît Gouin) : Howie Corbett, le mari de Becca
- Dianne Wiest (VQ : Claudine Chatel) : Nat, la mère de Becca
- Miles Teller (VQ : Laurent-Christophe De Ruelle) : Jason, le jeune conducteur
- Tammy Blanchard (VQ : Éveline Gélinas) : Izzy, la sœur de Becca
- Sandra Oh (VQ : Chantal Baril) : Gaby, la vétéran de la thérapie de groupe
- Giancarlo Esposito (VQ : Pierre-Étienne Rouillard) : Auggie, le compagnon de Izzy, musicien
- Jon Tenney (VQ : Philippe Cousineau) : Rick, collègue et ami de Howie
- Mike Doyle : Craig

## Distinctions

### Nominations
- Golden Globes 2011 : meilleure actrice dans un film dramatique pour Nicole Kidman
- Oscars 2011 : meilleure actrice pour Nicole Kidman